# Schlieren
Schlieren je grad u Švicarskoj i grad kantona Züricha.

## Stanovništvo
43% stanovnišva su stranci.

## Zanimljivosti
U Schlierenu je 1777. osnovana prva škola za gluho-njeme osobe.

## Vanjske poveznice
- Službene stranice Schlierena